# جون روجرز (نحات)
جون روجرز (بالإنجليزية: John Rogers)‏ هو نحات أمريكي، ولد في 3 أكتوبر 1829 في سالم في الولايات المتحدة، وتوفي في 27 يوليو 1904.